# رابرت هانتر (ورزشکار)
رابرت هانتر (انگلیسی: Robert Hunter; ۲۷ آوریل ۱۹۰۴ – ۲۵ مارس ۱۹۵۰) قایقران روئینگ اهل کانادا بود.